# Pasquin

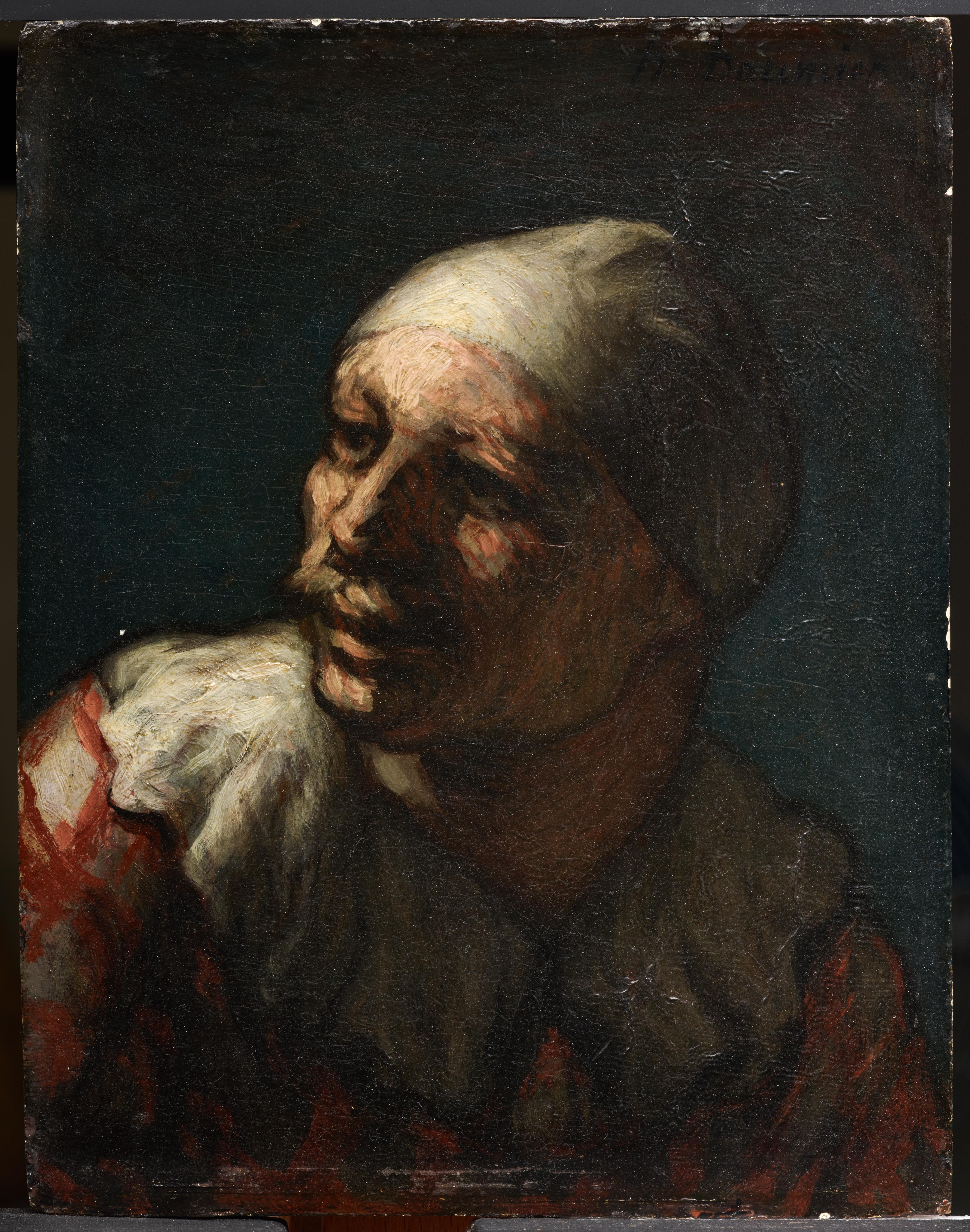
Tête de Pasquin
Honoré Daumier, 1862–1863
Musée d'Art de Dallas

Pasquin est l’un des membres de la famille nombreuse et brillante des valets de comédie du théâtre français aux XVIIe et XVIIIe siècles. Son nom est emprunté à la statue romaine de Pasquino sur laquelle les Romains collent les pamphlets impertinents contre le pape régnant.
Pasquin est de la race des laquais de bonne maison, lurons pleins de plus d’ardeur que de scrupules, qui donnaient beaucoup d’embarras à leurs maîtres et dont la dynastie commence à Mascarille, à Crispin, à Scapin, pour aboutir à Frontin et à Figaro. 
Il fut mis en scène par Baron dans l’Homme à bonnes fortunes et dans la Coquette et la Fausse Prude, en 1694 par Regnard dans Attendez-moi sous l’orme, et qu’ensuite Destouches le rend célèbre en l’introduisant dans quelques-unes de ses meilleures comédies : le Glorieux, le Triple Mariage et le Dissipateur.
Par la suite on a donné le nom de « pasquinade » à certaines plaisanteries dramatiques d’un caractère un peu trivial, certains lazzis d’un goût un peu douteux, qui ont reçu ce nom, sans doute parce que les comiques de la Comédie-Française, qui ne reculaient pas toujours, pour exciter la gaieté des spectateurs, devant des effets de ce genre, se permettaient particulièrement dans le personnage et sous la casaque classique de Pasquin. Ainsi, dans celui de l’Homme à bonnes fortunes, il était de tradition que l’acteur, à un moment donné, inondât son mouchoir d’eau de Cologne et vienne ensuite sur l’avant-scène le tordre et en exprimer le contenu sur la tête du souffleur, qui s’empressait alors de faire le plongeon pour échapper à ce baptême d’un nouveau genre. Une autre explication de l'origine de « pasquinade » vient de la statue de Pasquino à Rome.

## Source
- Arthur Pougin, Dictionnaire historique et pittoresque du théâtre et des arts qui s’y rattachent, Paris, Firmin-Didot, 1885, p. 590. Famille Pasquin, Landes.